# 膜叶驴蹄草
膜叶驴蹄草（学名：Caltha palustris var. membranacea）为毛茛科驴蹄草属下的一个变种。

## 扩展阅读
- 維基物種上的相關：膜叶驴蹄草